# AC San Martín (Mendoza)
Atlético Club San Martín de Mendoza – argentyński klub piłkarski z siedzibą w mieście Mendoza.

## Osiągnięcia
- Mistrz ligi regionalnej (Liga Mendocina de Fútbol) (9): 1963, 1966, 1973, 1975, 1979, 1987, 1992, 1994, 2009

## Historia
Klub założony został 22 grudnia 1927 roku, nazywając się początkowo Juventud San Martín i dopiero później przyjmując obecnie obowiązującą nazwę Atlético Club San Martín. W roku 1947 klub wygrał drugą ligę regionalną i awansował do pierwszej ligi - Liga Mendocina de Fútbol. W roku 1967 klub awansował do pierwszej ligi rozgrywek ogólnonarodowych Nacional organizowanych przez argentyńską federację piłkarską AFA z udziałem klubów prowincjonalnych. W lidze tej San Martin wystąpił jeszcze ośmiokrotnie - w 1969, 1971, 1972, 1973, 1974, 1976, 1978 i 1980. Po długim okresie gry w ligach regionalnych klub awansował do trzeciej ligi Torneo Argentino A w sezonie 1995/1996, a w 1997 do drugiej ligi (Primera B Nacional Argentina). Przez pewien czas występował w trzeciej lidze argentyńskiej Torneo Argentino A, aż w sezonie 2006/07 spadł do czwartej ligi (Torneo Argentino B).

### Piłkarze
- Carlos Azcurra (raniony pociskiem policyjnym w 2005[1])
- Ramón Cabrero
- Israel Damonte
- Leonardo Andres Iglesias